# Симдега
Симдега (англ. Simdega, хинди सिमडेगा) — город и муниципалитет на юго-западе индийского штата Джаркханд. Административный центр округа Симдега.

## География
Расположен примерно в 160 км к юго-западу от столицы штата, города Ранчи, на высоте 417 м над уровнем моря.

## Население
Население города по данным переписи 2001 года насчитывало 33 962 человека, из них 17 518 мужчин (51,6 %) и 16 444 женщины (48,4 %). 23 102 человека были грамотными (68,0 %), что выше, чем средний по стране показатель 59,5 %.

## Транспорт
Город не связан с железнодорожной сетью страны. Ближайший аэропорт находится в Ранчи. Имеется регулярное автобусное сообщение с Ранчи, Гумлой, Лохардагой и другими городами.